# Cimetière national de fort Custer
Le cimetière national de Fort Custer est un cimetière national des États-Unis situé juste en dehors du village d'Augusta dans le comté de Kalamazoo, au Michigan. Il s'étend sur 770,4 acres (311,8 ha), et à partir de 2014 contenait 30 000 inhumations.

## Histoire
Nommé en l'honneur du général George Armstrong Custer, le camp Custer d'origine est construit en 1917, dans le cadre de la mobilisation militaire durant la Première Guerre mondiale. Après la guerre, il sert également comme un camp de démobilisation. Le cimetière lui-même n'est pas créé avant 1943. Pendant la Seconde Guerre mondiale, le Fort Custer est élargi pour servir de terrain d'entraînement et comme lieu de rétention de prisonniers de guerre allemands.
Vingt-six prisonniers de guerre allemands détenus pendant la Seconde Guerre mondiale y meurent et sont enterrés dans le cimetière. Seize d'entre eux ont été tués lorsqu'un camion les transportant d'un lieu de travail est entré en collision avec un train près de Blissfield (Michigan).
Ce n'est qu'en 1981 que le cimetière de Fort Custer devient officiellement le cimetière national de Fort Custer, recevant une grande parcelle de terrain du centre d'entraînement de Fort Custer pour son expansion. En 1997, une autre extension est faite, avec l'ajout de 60 acres (24,3 ha).

## Monuments notables
- L'avenue des drapeaux, une rangée de 152 mâts de drapeau le long de la route principale du cimetière, ainsi que le mât principal et 50 mâts de drapeau supplémentaires, un pour chaque État, dans un demi-cercle à la fin de la route.

## Sépultures notables
- Wade Herbert Flemons (1940-1993) – soldat de première classe de l'armée des États-Unis qui a servi pendant la guerre du Viêt Nam, et musicien de R&B